# Куп Мађарске у фудбалу 1991/92.
Куп Мађарске у фудбалу 1991/92. (мађ. 1991–1992-as magyar labdarúgókupa) је било 52. издање серије, на којој је екипа ФК Ујпешта тријумфовала по 7. пут.

## Четвртфинале[3]
Четвртфиналне утакмице су игране по систему једна утакмица код куће и друга у гостима. 
| Тим #1       | Резултат             | Тим #2         |
| ------------ | -------------------- | -------------- |
| 1992.        |                      |                |
| Ђер Раба ЕТО | 1 : 3 (0 : 1, 1 : 2) | Хонвед Кишпешт |
| 1992.        |                      |                |
| МТК          | 6 : 2 (3 : 1, 3 : 1) | Шиофок бањас   |
| 1992.        |                      |                |
| ФК Нађкањижа | 1 : 3 (0 : 1, 1 : 2) | Вац Самсунг    |
| 1992.        |                      |                |
| ФК Баги      | 5 : 0 (0 : 0, 5 : 0) | ФК Ујпешт      |

## Полуфинале
Полуфиналне утакмице су игране по систему једна утакмица код куће и друга у гостима.
| Тим #1         | Резултат              | Тим #2    |
| -------------- | --------------------- | --------- |
| 1992.          |                       |           |
| Вац Самсунг    | 3 : 1 (0 : 0, 3 : 1 ) | МТК       |
| 1992.          |                       |           |
| Хонвед Кишпешт | 2 : 3 (2 : 3, 0 : 0)  | ФК Ујпешт |

## Финале
| ФК Ујпешт        | 1 : 0 (п. с. н.) | Вац Самсунг |
| ---------------- | ---------------- | ----------- |
| Денеш Есењи 117’ | Извештај         |             |